# Юаса, Наоки
Наоки Юаса (яп. 湯浅 直樹  Юаса Наоки, род. 24 апреля 1983 года) — японский горнолыжник, специализирующийся в специальном слаломе. Участник двух Олимпиад, призёр этапа Кубка мира.

## Карьера
На международном уровне в соревнованиях под эгидой FIS Наоки Юаса дебютировал в 1998 году, когда принял участие в слаломной гонке в Норвегии и занял в ней 22-е место. На начальном этапе карьеры выступал не только в специальном слаломе, но и в гигантском слаломе и даже в супергиганте. Первый в карьере подиум завоевал в январе 2000 года на региональных соревнованиях в Дзао.
В начале марта 2003 года стал чемпионом Японии в слаломе, а неделю спустя, 8 марта, дебютировал в Кубке мира на домашнем этапе в Сига Когэн, но не смог завершить первую слаломную попытку. Первые очки в Кубке мира японец набрал только 13 декабря 2004 года в итальянском Сестриере, где показал 21-е время. В том же сезоне впервые принимал участие в чемпионате мира и занял в слаломе 18-е место. В декабре 2005 года показал седьмое время на этапе в Краньска-Гора, впервые пробившись в кубковую десятку сильнейших.
На Олимпийских играх дебютировал в 2006 году в Турине. Юаса выступал только в слаломе и смог пробиться в десятку сильнейших, заняв седьмое место. При этом после первой попытки он занимал лишь 17-е место, а по чистому времени второй попытки показал третье время, что и позволило ему подняться сразу на 10 позиций.
Из-за травмы Юаса не участвовал в Олимпиаде 2010 года, хотя за несколько недель до её старта второй раз в карьере пробился в десятку лучших на этапе Кубка мира, заняв в Шладминге восьмое место.
В декабре 2012 года на этапе в Мадонна-ди-Кампильо Юаса завоевал первый в карьере подиум этапа Кубка мира. После первой слаломной попытки он занимал только 26-е место, но по результатам второй смог занять третье итоговое место, пропустив вперёд только австрийца Хиршера и немца Нойройтера. При этом японец выступал с грыжей межпозвоночного диска, преодолевая боль.
В начале января 2014 года Юаса был близок к повторению подиумного успеха, но занял в Бормио 4-е место, поднявшись на него с 21-й позиции после первой попытки (третьему месту Юаса проиграл всего 0,08 сек). На Олимпиаде в Сочи выступал только в слаломе, показал в первом спуске 20-е время, но во втором сошёл с трассы.